# Pensar rápido, pensar despacio
Pensar rápido, pensar despacio es un libro publicado en 2011 por Daniel Kahneman, Premio Nobel de Economía, que reúne el resultado de décadas de investigación del autor, a menudo en colaboración con el psicólogo Amos Tversky. Las tres fases de su carrera están presentes: sus primeros trabajos sobre sesgos cognitivos, su desarrollo de la teoría prospectiva y sus últimos estudios sobre la felicidad. 
El contenido del libro está organizado en torno a las dicotomías existentes entre: 
- Dos modos de pensar: el Sistema 1, rápido, instintivo y emocional, y el Sistema 2, lento, más deliberativo y más lógico;
- Dos «especies», Econs, que viven en la teoría, y Humanos, en el mundo real; y
- Dos maneras de percibir el propio yo, la Experiencia de lo vivido momento a momento, y su Recuerdo.

## Sistema 1 y Sistema 2
En la primera parte del libro, Kahneman describe las dos formas diferentes en que la mente crea el pensamiento:
- Sistema 1: es rápido, automático, frecuente, emocional, estereotipado y subconsciente; su función es generar intuiciones que con frecuencia nos sirven adecuadamente, pero no siempre.
- Sistema 2: es lento, requiere esfuerzo, poco frecuente, lógico, calculador y consciente; su función es tomar las decisiones finales tras observar y controlar las intuiciones del Sistema 1.

Kahneman detalla una serie de experimentos que arrojan luz sobre áreas en las que el Sistema 1 parece dominar frente a un Sistema 2 que tiende a ser perezoso. Estudia en particular sesgos cognitivos tales como confundir causalidad con casualidad, llegar a conclusiones precipitadas, exagerar el efecto de las primeras impresiones, confiar en exceso en los datos conocidos sin tomar en cuenta otros datos también disponibles, y otros.

## Econs y Humanos
La segunda parte del libro explica por qué cuesta tanto a los humanos pensar estadísticamente. Kahneman lo explica usando la teoría prospectiva que él mismo desarrolló. Según Kahneman, la teoría de la utilidad de Daniel Bernoulli, hasta entonces dominante y que asume que el agente en teoría económica es racional y egoísta, no refleja el comportamiento real de la gente porque no tiene en cuenta los sesgos cognitivos. Cuando nuestro comportamiento refleja la teoría de la utilidad, actuamos como Econs; en la vida normal, sin embargo, actuamos simplemente como Humanos. Algunos de los sesgos en la toma de decisiones que Kahneman ha estudiado experimentalmente y presenta en esta sección son:
- Efecto marco: Las conclusiones a las que llegamos dependen de puntos iniciales de referencia; cuando en un experimento se pregunta a participantes si aceptarían someterse a una operación quirúrgica dando a unos una posibilidad de éxito del 90 por ciento, y a otros un índice de mortalidad del 10 por ciento, el porcentaje de los primeros que acepta el riesgo es mucho mayor, a pesar de que la situación es la misma.
- Anclaje: Tendemos a ser influenciados por números irrelevantes: en experimentos, cuando se parte de un número más alto, el participante da una respuesta más alta, y viceversa.
- Heurística de la disponibilidad, un atajo mental que ocurre cuando las personas hacen juicios acerca de la probabilidad de que ocurra un hecho, según lo fácil que sea pensar en ejemplos. A veces, esta heurística es beneficiosa, pero la frecuencia con que los acontecimientos vienen a la mente no suelen ser reflejo exacto de la probabilidad real de que sucedan.
- Falacia de la conjunción: tendemos a sustituir una pregunta complicada por otra más fácil lo que lleva a menudo a caer en la falacia de la conjunción. En el que Kahneman llama su "mejor conocido y más controvertido" experimento, se habla a los participantes de una Linda imaginaria, joven, soltera, franca y brillante, que como estudiante, estaba profundamente preocupada por la discriminación y la justicia social. Cuando se les pregunta si es más probable que Linda sea cajera en un banco o cajera y activa feminista, la respuesta que siempre gana es la segunda, aunque viola las leyes de la probabilidad.
- Ilusión de control: Kahneman describe un "sesgo optimista omnipresente" que podría ser adaptativo: el optimista es más resistente psicológicamente, tiene un sistema inmunitario más fuerte y, de media, vive más tiempo que el pesimista. El optimismo nos protege de la aversión a la pérdida: la tendencia de las personas a temer más una pérdida que a valorar obtener un beneficio. Un optimismo injustificado nos lleva a la falacia de la planificación, la tendencia a sobreestimar los beneficios y subestimar los costos, impulsando a la gente a tomar proyectos arriesgados.

## Experiencia y recuerdo
En sus estudios sobre la felicidad, en la tercera parte del libro, Kahneman propone una nueva manera de medir el placer y el dolor, calculándolo momento a momento y luego sumando todos los datos del período estudiado. Con anterioridad, la única manera de calcularlo era a través de sondeos y encuestas, que podían mostrar solo cómo se había recordado, no cómo se había vivido. Los resultados de ambas maneras de medir, una basada en la experiencia y otra en el recuerdo, raramente coinciden. La conclusión a la que llega Kahneman es que el yo que recuerda no toma en cuenta la duración de la experiencia, sino que la valora tomando en cuenta solamente su punto más alto (o más bajo) y el momento final. 

## Recepción
El libro recibió el Premio al Libro de Los Ángeles Times en 2011 y de la Academia Nacional de Ciencias de los Estados Unidos de 2012. Fue señalado como unos de los mejores libros de 2011 por el New York Times Book Review, The Economist y The Wall Street Journal.